# Politické strany v Lucembursku
Lucembursko má politický systém více stran, se třemi silnými stranami; žádná ze stran nemá tradičně možnost vládnout sama s většinou ve sněmovně.
- ADR: 3
- CSV: 23
- DP: 13
- Zelení: 6
- Levice: 2
- LSAP: 13

## Seznam lucemburských politických stran a politických hnutí

### Strany
| Zkratka | Název strany                                                                                           | Ideologie | Webová stránka                                                     | Logo |
| ------- | --- | --------- | ------------------------------------------------------------------ | ---- |
| Piráti  | Pirátská strana Lucemburska Piratepartei Lëtzebuerg Parti pirate du Luxembourg Piratenpartei Luxemburg | pirátství | https://web.archive.org/web/20170317074906/http://piratepartei.lu/ | Logo |